# Yumyn-Udyr Dorsa
Yumyn-Udyr Dorsa zijn lage heuvelruggen op de planeet Venus. De Yumyn-Udyr Dorsa werden in 1985 genoemd naar Yumyn-Udyr, dochter van de opperste hemelgod in de cultuur van de Mari.
De richels hebben een lengte van 1086 kilometer en bevinden zich in het quadrangle Snegurochka Planitia (V-1).